# Штиглиц, Александр Николаевич
Барон Александр Николаевич Штиглиц (7 октября 1852 — ?) — российский правовед, магистр права.

## Биография
В 1879 году представил в Харьковский университет магистерскую диссертацию «О военной контрабанде», которая, однако, по отзыву В. П. Даневского была отклонена как неудовлетворительная, хотя и вышла в Санкт-Петербурге в 1881 году отдельным изданием.
В 1882 г. получил в Санкт-Петербурге степень магистра права за работу «Исследование о выдаче преступников».
В начале XX века был заметным деятелем русского национального движения, членом Русского собрания. Заявлял о себе как об идейном продолжателе И. С. Аксакова.

## Научные взгляды
Сферу научных интересов А. Н. Штиглица составляли проблемы международного права.
В совокупности многоплановых исследований А. Н. Штиглицем проблем международного права особое место занимает изучения понятия и видов военной контрабанды как института, призванного обеспечивать права нейтральных государств, осуществляющих торговые и иные отношения с воюющими государствами.
Автор исходил из принципа, согласно которому государства, желающие сохранить свой статус нейтральных государств, должны обеспечивать соблюдения полного беспристрастия в посторонней для них борьбе и не оказывать никакой помощи одной воюющей стороне в ущерб интересам другой. Соответственно, воюющие стороны имеют право в период военных действий осуществлять ограниченный контроль за торговыми сношениями нейтральных государств с другой стороной военного конфликта. При этом товары, поставляемые нейтральными государствами воюющим сторонам, признаются неприкосновенными, за исключением военных кораблей, оружия и военных снарядов. Поставка всего того, что усиливает военную мощь воюющей стороны, и составляет предмет контрабанды.
Таким образом, приходит к выводу А. Н. Штиглиц, военная контрабанда обладает двумя признаками:
возможна только на период ведения боевых действий и связана с нарушением запрета поставлять воюющим сторонам определённые виды товаров.
Особый вид военной контрабанды составляет перевозка на судах нейтральных государств военных отрядов одной из воюющих сторон и воинских депеш.
Перевоз на кораблях нейтральных государств военных отрядов составляет особый вид контрабанды, вследствие того, что подобные действия признаются участием в военных действиях и влекут за собой не только арест всех задержанных лиц, но и конфискацию судна.
Особой предстаёт ответственность нейтрального государства за участие в военной контрабанде его подданных. Как показал А. Н. Штиглиц, государство за подобные действия подданных ответственности не несёт, однако оно лишается права какой-либо их защиты в случаях задержания за военную контрабанду.
Штиглиц полагал, что военная контрабанда возможна только на море, поскольку каждая воюющая сторона имеет право и средства осуществлять контроль за соблюдением нейтралитета государствами, не принимающими участия в военном конфликте. В то же время воюющее государство не имеет возможности противодействовать подвозу другой воюющей стороне оружия, боеприпасов и других предметов сухопутным путём. Такой подвоз может проходить по территории другого государства, где воюющая сторона не способна осуществлять контроль за торговыми действиями нейтральных государств. Следовательно, полагал А. Н. Штиглиц, и в международном праве не может быть запрета на подвоз воюющим государствам оружия, снарядов и иных товаров сухопутным путём.

## Основные работы
- Исследование о военной контрабанде. — СПб., 1880.
- Исследование о выдаче преступников. — СПб., 1882.
- Исследование о началах: политического равновесия, легитимизма и национальности. — Ч. 1—3. — СПб., 1889—1892.
- Остров Крит, мирная блокада и международный плебисцит СПб. 1897.
- 1898 год в международном отношении. — СПб., 1900.
- Италия и тройственный союз. — СПб., 1906.
- 1905 год в международном отношении. — СПб., 1906.
- Народ и власть в России по учению славянофилов. — СПб., 1907.
- Россия и славянство. — СПб., 1907.